# Vise haut ou vise Homer
Vise haut ou vise Homer (France) ou Mentor, mentor (Québec) (Go Big or Go Homer) est un épisode de la série télévisée d'animation Les Simpson. Il s'agit du second épisode de la trente-et-unième saison et du 664e de la série.

## Synopsis
Bénéficiant de la gratitude de M. Burns dans un état second, Homer se voit imposer, par Smithers, l'encadrement de stagiaires à la centrale nucléaire de Springfield. Parmi ces stagiaires se trouve Mike, un jeune homme de 35 ans prenant sa défense et lui demandant d'être son mentor. Homer va alors le pousser à ouvrir un food-truck, sans toutefois réussir à dégoter un financement. L'individu se retrouve alors emmêlé dans les affaires sales de la mafia de Springfield...

## Réception
Lors de sa première diffusion, l'épisode a attiré 5,63 millions de téléspectateurs.